# Багиров, Агасаф Алигасимович
Агасаф Алигасим оглы Баги́ров (1920 — 2014) — советский нефтяник.

## Биография
После окончания техникума служил в РККА.  . Член ВКП(б) с 1945 года.
После возвращения в Баку (начало 1948 года) назначен мастером по добыче 2-й бригады 3-го промысла треста Лениннефть. Стал инициатором стахановского движения и новаторства.
Предложил объединить две бригады — по добыче нефти и по ремонту подземных колодцев. Также предложил систему премий и наград. Возглавив объединенную бригаду, значительно увеличил выработку.
В последующем — главный инженер 6-го промысла «Лениннефть».

## Награды и премии
- Сталинская премия третьей степени (1950) — за организацию комплектно-расчётных бригад и увеличение межремонтного периода работы нефтяных скважин
- заслуженный нефтяник СССР.
- медаль «За отвагу» (3.5.1945; был представлен к ордену Красной Звезды)
- медаль «За боевые заслуги» (21.8.1943)